# Odznaka Baroneta
Odznaka Baroneta (ang. Baronets’ Badge) – brytyjska odznaka noszona przez osoby posiadające dziedziczny tytuł honorowy Baroneta, ustanowiony przez króla Jerzego V w 1929.
Noszona jest zawsze przed wszystkimi innymi orderami wieszanymi na szyi (tzw. komandoriami), z wyjątkiem Orderu Zasługi. Wstęga, na której wieszana jest odznaka ma 45 mm szerokości, ale używana jest w tej formie tylko w momencie inwestytury przez brytyjskiego władcę. We wszystkich innych sytuacjach odznaka noszona jest na miniaturze wstęgi szerokości 25 mm. Wstęga jest koloru żółtego z granatowymi brzegami.
W brytyjskiej precedencji osobowej baroneci, według Burke’s Peerage zajmują miejsce po baronach, a przed odznaczonymi Krzyżem Wielkim Orderu Łaźni, natomiast według Cracroft's Peerage ważniejsi są jedynie Kawalerowie Orderu Podwiązki, Ostu i Św. Patryka. Kolejność między samymi baronetami jest uzależniona od daty inwestytury.